# Crowd of Isolated
Crowd of Isolated ist eine saarländische Hardcore-Band aus Saarbrücken. Die Band existierte von 1986 bis 1992 und tritt seit 2007 wieder gemeinsam auf.

## Geschichte
Crowd of Isolated gründeten sich 1986 in der Besetzung Michael „Gurke“ Kammer (Gesang), Peter „Guschtel“ Gundal (Gitarre), Claus Kammer (Bass) und Jürgen Thiel (Schlagzeug). Nach einigen Auftritten erschien das Demo Blow up your Chains, das der Band einen Vertrag mit dem Label X-Mist Records einbrachte. Dort erschien 1988 ihr Debütalbum I Try to Tell About a Way…. Im gleichen Jahr erschien die Single Bad Actors. Es folgten Auftritte mit Jingo de Lunch, NoMeansNo, Rollins Band und den Spermbirds. 1990 erschien das Album Memories and Scars. Die Band bestand bis zu ihrem letzten Auftritt 1992 weiter.
2007 fand die Band wieder zusammen und spielte 2009 zusammen mit Reagan Youth im Saarbrücker Kleiner Klub. Seitdem folgten einige weitere Auftritte. Einige weitere Lieder sind bisher entstanden, aber noch nicht veröffentlicht worden.

## Diskografie
- 1988: I Try to Tell About a Way… (X-Mist Records)
- 1990: Memories and Scars (X-Mist Records)